# St Peter's College

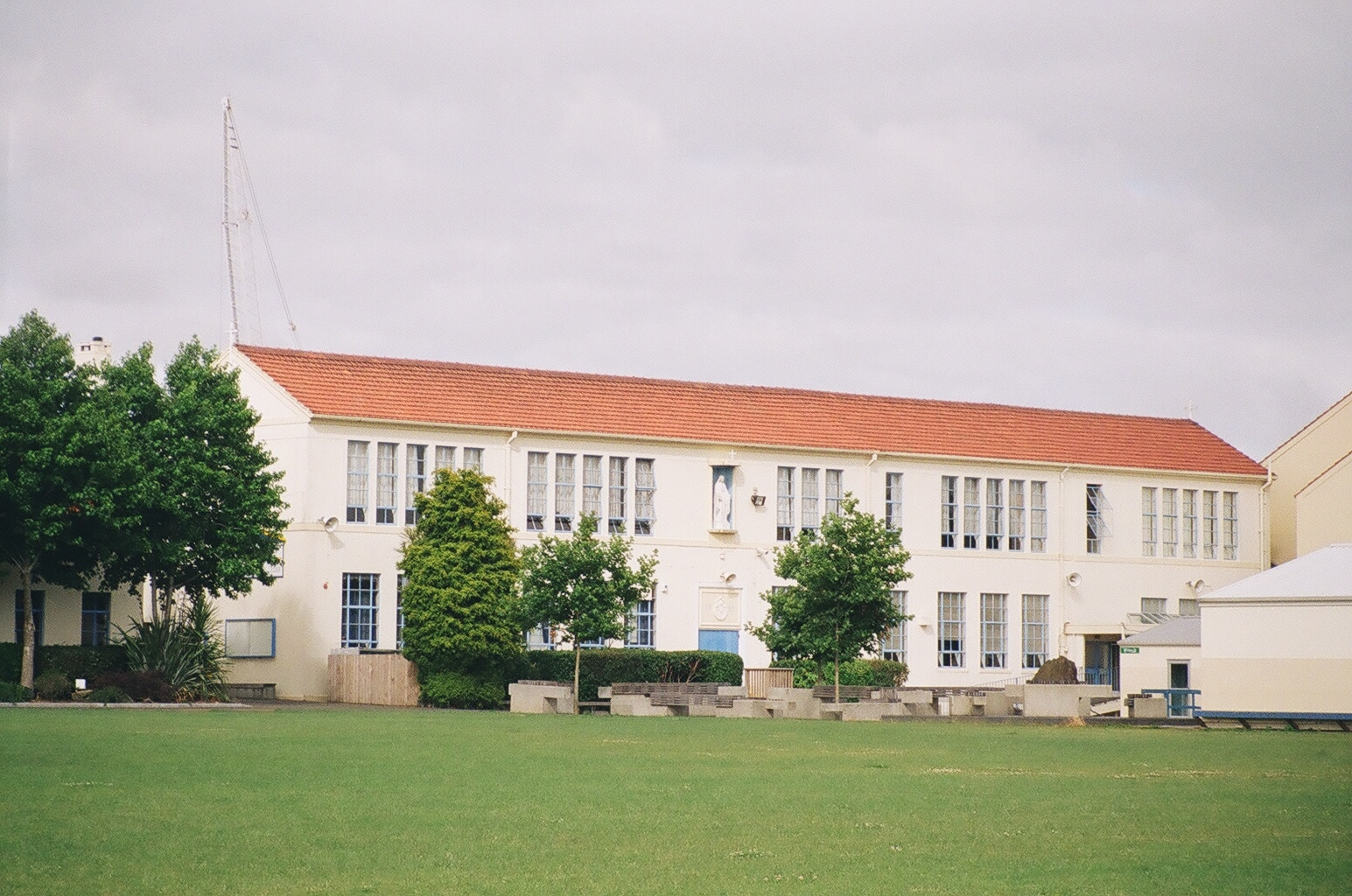
St Peter's College, Bro O'Driscoll Building (1939, additions 1944)

St Peter's College je chlapecká státní druhostupňová škola v Aucklandu na Novém Zélandu pro děti od 11 do 17 let. Jde o jednu z největších katolických škol v zemi. Byla založena již v roce 1939. Mottem školy je Amare et Servire! (Milovat a sloužit !).